# Monument aux morts de Capoulet-et-Junac

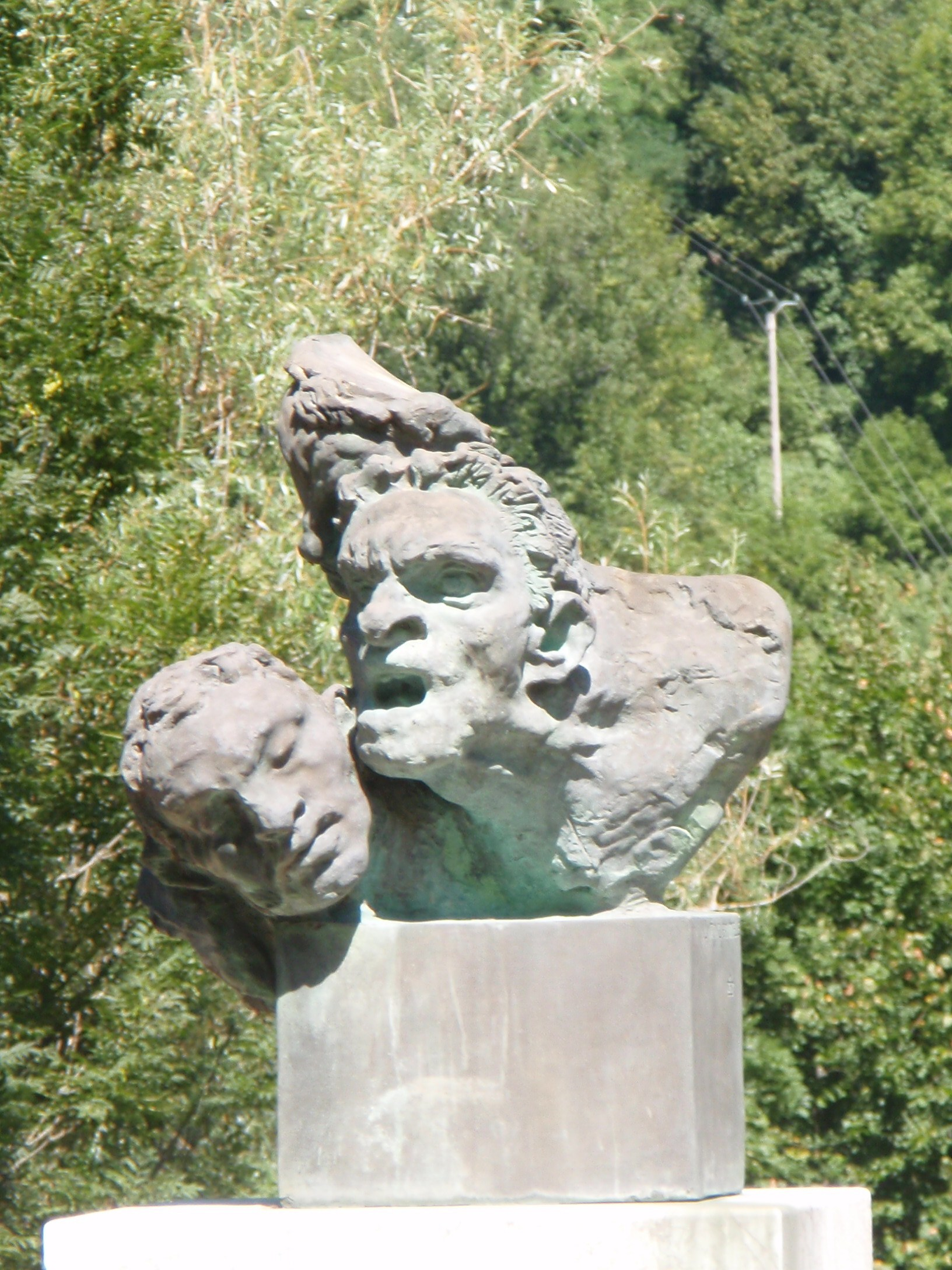
Le monument aux morts

Le monument aux morts de Capoulet-et-Junac, dans le département de l'Ariège, est une sculpture d'Antoine Bourdelle. Ce monument est installé en 1936 à l'initiative du maire de Capoulet-et-Junac : Paul Voivenel. 

## Histoire
Ces trois figures ont été exposées en 1899 sous le titre de La Guerre, les figures hurlantes. Elles représentent la peur, la souffrance et la mort. Elles ont été créées dans le cadre du projet du Monument aux Morts de Montauban de 1870 (1894 - 1902). Finalement, non utilisées dans le monument de Montauban, cette sculpture connut une existence indépendante.
En 1935, le maire de Capoulet-et-Junac, Paul Voivenel, demanda à la veuve de son ami Antoine Bourdelle (décédé en 1929) l'autorisation de reproduire une œuvre afin de réaliser le monument aux morts de sa commune. Il choisit une sculpture prévue initialement pour être incorporée au monument de Montauban. C'est le fondeur Rudier qui coula le bronze.
Le monument fut inauguré le 17 novembre 1935 par Philippe Pétain qui avait connu Paul Voivenel à l'État-Major du général Joseph Joffre durant la Première Guerre mondiale. Lors de l'inauguration le maréchal Pétain prononça un discours connu sous l'appellation du discours du Paysan  qui préfigure son discours de Pau en 1941.

## La vision de la guerre de Paul Voivenel
La guerre a marqué Paul  qui clôturent son journal de guerre :
« La guerre et l'humanité sont deux choses qui jurent d'être accolées. La guerre est inhumaine dans son essence, dans son but, dans ses moyens. De loin, on fait de beaux discours et de superbes descriptions. Ça se termine par
Mourir pour la patrie
C'est le sort le plus beau
Le plus digne d'envie
De près, c'est ignoble. C'est affreux la guerre. Ça ne se codifie pas, ou, du moins, ça ne se codifie qu'en temps de paix. Ça se fait, ça se gagne ou ça se perd. (Avec la 67° D.R, Tome IV, p 152) »